# 胡長松
胡長松（1973年4月16日－），高雄市人。國立清華大學資訊所碩士。現任台灣大哥大電信公司處長。曾任《台灣e文藝》總編輯。2000年開始台語文學創作，並參與發起台灣新本土社。著有台語小說集《槍聲》、《燈塔下》。曾獲王世勛文學新人獎、海翁台語文學獎小說類正獎。台語文學評論者方耀乾認為其「台語小說深具厚實的寫實基礎，主要書寫二二八事件；其詩追求形象的多彩燦爛。是新一代台語文學的重要小說家」。2015年11月13日獲頒第38屆吳三連獎。

## 著作

### 詩
- 《棋盤街路的城市》（台南：府城舊冊店，2008）

### 小說
- 《柴山少年安魂曲》（台北：前衛出版社，1997）
- 《骷髏酒吧》（台北：草根出版公司，2000）
- 《燈塔下》（台北：前衛出版社，2005）
- 《槍聲》（台北：前衛出版社，2005）
- 《大港嘴》（高雄：台文戰線雜誌社，2010）
- 《金色島嶼之歌》（高雄：台文戰線雜誌社，2013）
- 《復活的人》（台北：草根出版公司，2015）
- 《幻影號的奇航》（台北：前衛出版社，2021）

## 資料來源及註解
1. ↑  林央敏/著，《台語詩一世紀》，前衛出版社，2005年，頁193。
2. ↑  方耀乾/著，《台語文學史簡冊：台語文學的起源與發展》，自費出版，2005年，頁27。
3. ↑  民報編輯部. . 民報. 2015-11-13  [2015-12-13]. （原始内容存档于2021-02-05） （中文（臺灣））.
4. ↑  第38屆吳三連獎－胡長松簡介 的存檔，存档日期2016-04-25.

- 台灣作家作品目錄資料庫——胡長松 （页面存档备份，存于）